# 米歇尔·雷·理查森
米歇尔·雷·理查森（英語：Micheal Ray Richardson，1955年4月11日—），美国NBA联盟职业篮球运动员。